# Johannes von Nikiu
Johannes von Nikiu war ein ägyptischer Bischof und Geschichtsschreiber des 7. Jahrhunderts.

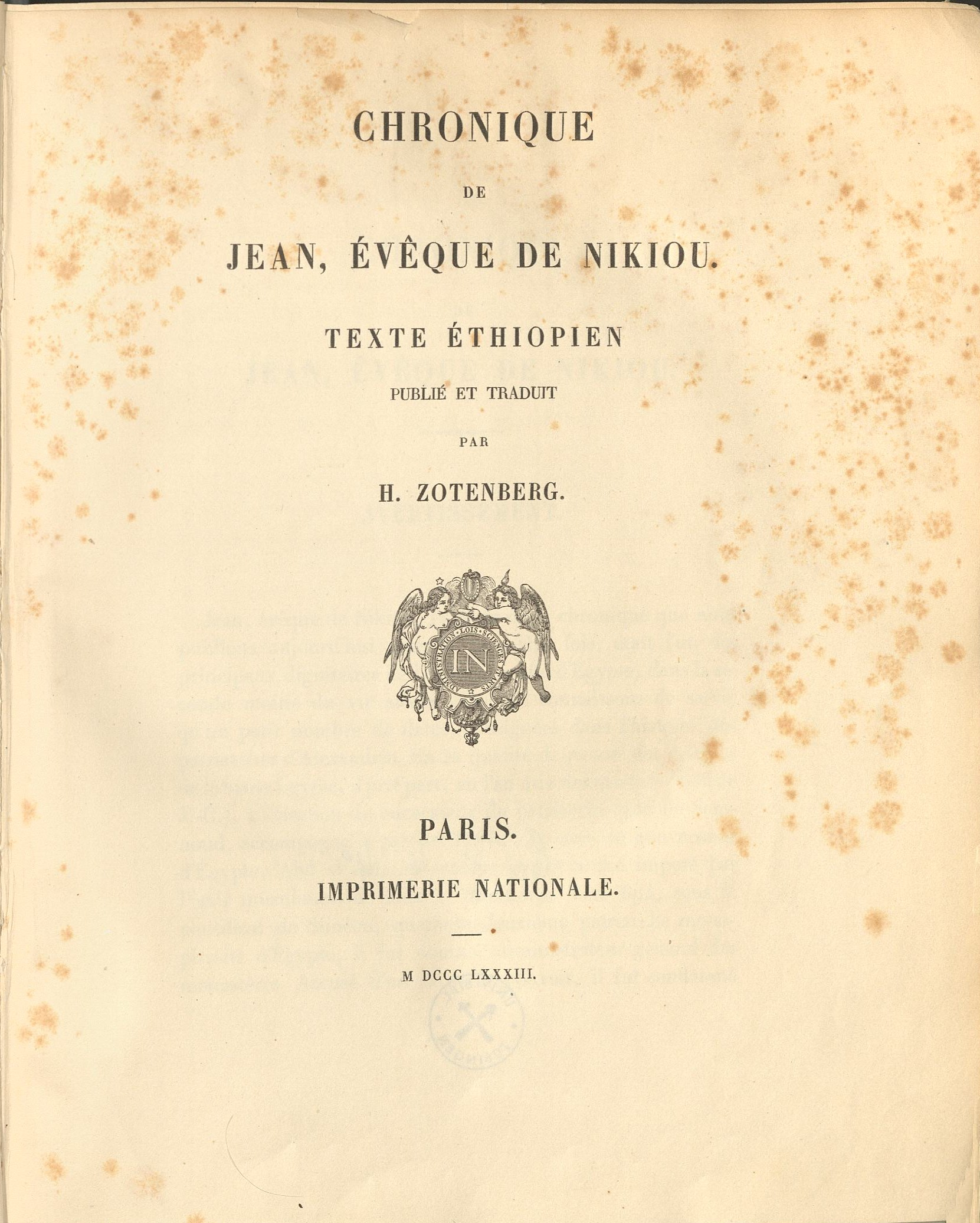
Zweisprachige Ausgabe der Chronique de Jean évêque de Nikiou (1883)

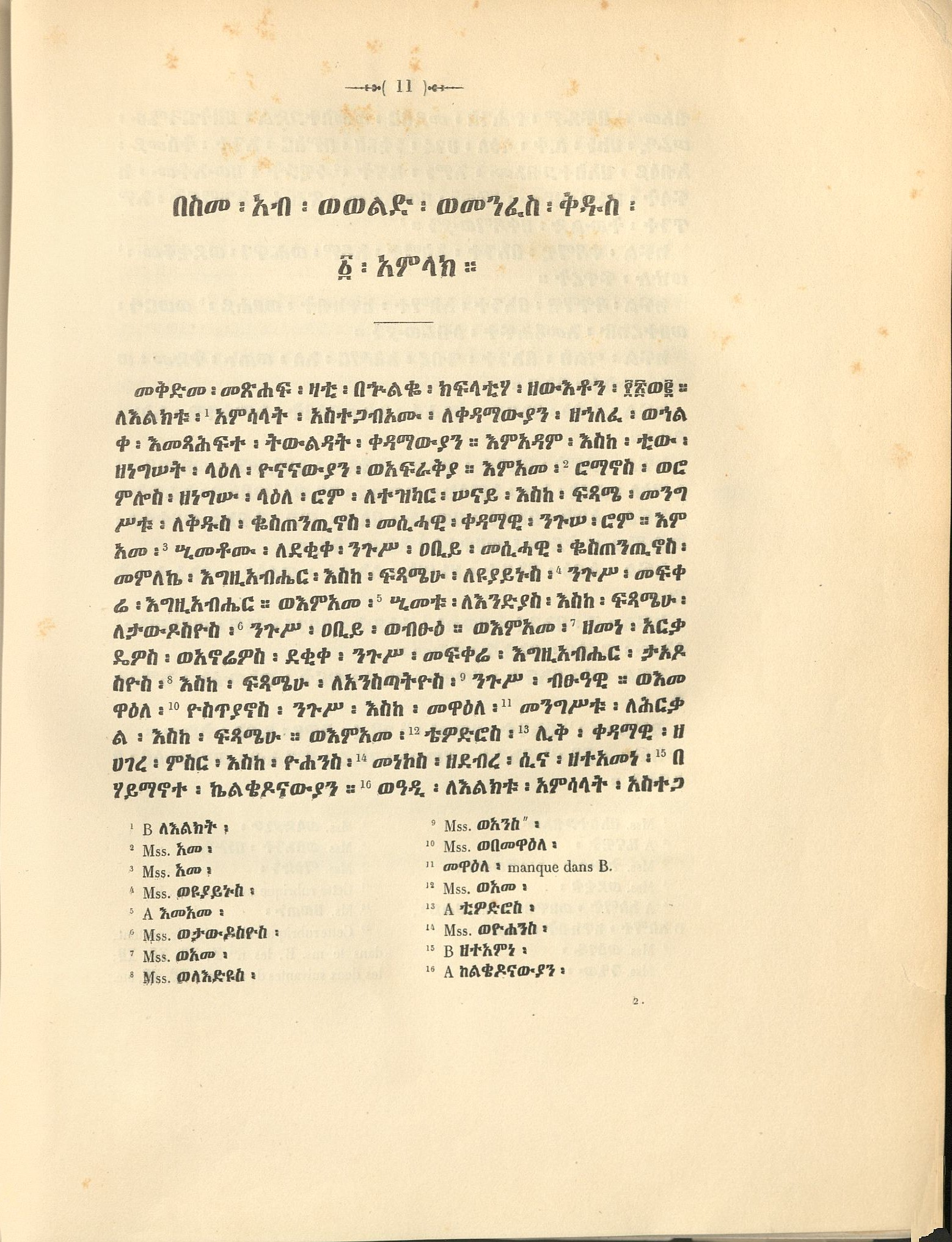
Zotenbergs Ausgabe der Chronik aus der ihm bekannten altäthiopischen Abschrift

Über Johannes’ Leben ist wenig mehr bekannt, als dass er im Jahr 688 Bischof der ägyptischen Stadt Nikiu war. Zwischen 691 und 700 wurde er entmachtet und verlor sein Amt, nachdem er aufsässige Mönche so hart hatte bestrafen lassen, dass einer von ihnen starb. Er selbst starb kurz nach 700.
Johannes schrieb bereits recht bald nach der Eroberung Ägyptens durch die Araber 642 (siehe Islamische Expansion) eine Weltchronik. Umstritten ist, ob diese in griechischer Sprache oder (so die heutige Mehrheitsmeinung) auf Koptisch abgefasst war, denn sie liegt heute nur noch in einer äthiopischen Übersetzung vor, die ihrerseits 1601 nach einer arabischen Version angefertigt wurde. Johannes verfasste das Werk, das die Ereignisse bis 643 behandelt, offenbar als junger Mann und wohl noch vor seinem Eintritt in den Klerus. Die Chronik gehört formal zu den letzten Werken der spätantiken Geschichtsschreibung und befasst sich vor allem mit der griechischen und römischen Geschichte (aus ägyptisch-christlicher Sicht). Von besonderer Wichtigkeit sind letztlich die Abschnitte, in denen Johannes die Geschichte von 640 bis 643 darstellt: 610 beginnt eine lange Leerstelle, die erst 640 endet. Offensichtlich besaß Johannes für die auf 610 folgenden 30 Jahre (in denen Ägypten elf Jahre lang von den Sassaniden besetzt worden war) keine schriftlichen Quellen, oder aber Johannes’ Bericht über diese Jahrzehnte lag den Übersetzern 1601 nicht mehr vor.
Der knappe Text ist trotz mancher Fehler und Irrtümer eine ausgesprochen wichtige Quelle für die Eroberung der oströmischen Provinz Aegyptus ab 640 durch die muslimischen Araber, über die wir ansonsten kaum zuverlässige Angaben besitzen, und bietet zudem auch einige interessante Informationen zu Ägypten während der Herrschaft des Kaisers Phokas (602 bis 610).

## Übersetzung
- Hermann Zotenberg: Chronique de Jean, évêque de Nikiou: texte éthiopien. Herausgegeben und ins Französische übersetzt. Impr. Nationale, Paris 1883.
- R. H. Charles: The Chronicle of John Nikiu. Translated from Zotenberg's Ethiopic Text. London 1916 (online).